# 当甲农·阿伦革颂
当甲农（1984年2月6日—）或譯作段亞儂或杜亞朗，全名当甲农·阿伦革颂，泰國女子羽毛球運動員，專長雙打項目。

## 簡歷
2010年11月，阿伦革颂代表泰國出戰廣州亞運會，參加羽毛球比賽的女子雙打（夥拍：恭差拉）及女子團體項目，奪得女團銀牌。

### 2013年世錦賽
2013年8月，阿伦革颂參加中國廣州舉行的世界羽毛球錦標賽，與恭差拉·沃拉威七猜恭以10號種子身分出戰女子雙打項目。她們首圈輪空，第二圈即以2比0擊敗中華台北組合晉級；但在第三圈就以0比2（17-21、10-21）負於4號種子、丹麥的卡米拉·吕特·尤尔/克里斯汀娜·彼德森，16強止步。

## 主要比賽成績
只列出曾進入準決賽的國際賽事成績：
| 年份   | 賽事                     | 公開賽級別 | 項目     | 拍檔                | 成績   |
| ------ | ------------------------ | ---------- | -------- | ------------------- | ------ |
| 2001年 | 香港羽毛球公開賽         |            | 女子雙打 | 恭差拉·沃拉威七猜恭 | 準決賽 |
| 2007年 | 亞洲羽毛球錦標賽         | 其他       | 女子雙打 | 恭差拉·沃拉威七猜恭 | 季軍   |
| 2008年 | 中國羽毛球大師賽         | 超級賽     | 女子雙打 | 恭差拉·沃拉威七猜恭 | 準決賽 |
| 2009年 | 世界羽聯超級系列賽總決賽 | 超級賽     | 女子雙打 | 恭差拉·沃拉威七猜恭 | 準決賽 |
| 2010年 | 馬來西亞羽毛球黃金大獎賽 | 黃金大獎賽 | 女子雙打 | 恭差拉·沃拉威七猜恭 | 冠軍   |
| 2010年 | 法國羽毛球超級賽         | 超級賽     | 女子雙打 | 恭差拉·沃拉威七猜恭 | 冠軍   |
| 2011年 | 荷蘭羽毛球大獎賽         | 大獎賽     | 女子雙打 | 恭差拉·沃拉威七猜恭 | 冠軍   |
| 2012年 | 泰國羽毛球黃金大獎賽     | 黃金大獎賽 | 女子雙打 | 恭差拉·沃拉威七猜恭 | 準決賽 |
| 2013年 | 蘇迪曼盃                 | 其他       | 混合團體 | －                  | 準決賽 |
| 2013年 | 中國羽毛球首要超級賽     | 首要超級賽 | 女子雙打 | 恭差拉·沃拉威七猜恭 | 準決賽 |
| 2014年 | 澳門羽毛球黃金大獎賽     | 黃金大獎賽 | 女子雙打 | 恭差拉·沃拉威七猜恭 | 準決賽 |
| 2015年 | 泰國羽毛球國際挑戰賽     | 國際挑戰賽 | 女子雙打 | 恭差拉·沃拉威七猜恭 | 冠軍   |
| 2015年 | 東南亞運動會羽毛球比賽   | 其他       | 女子團體 | －                  | 金牌   |

| 2007-2017年 | 首要超級賽 | 超級賽 | 黃金大獎賽 | 大獎賽 | 國際挑戰賽 | 國際系列賽 | 未來系列賽 | 其他 |

| 2018-2026年 | 總決賽 | 超級1000賽 | 超級750賽 | 超級500賽 | 超級300賽 | 超級100賽 | 國際挑戰賽 | 國際系列賽 | 未來系列賽 | 其他 |

### 奧運會和世錦賽參賽紀錄
|          | 搭檔                | 2005 | 2006 | 2007 | 2008 | 2009        | 2010 | 2011 | 2012 | 2013 | 2014 |
| -------- | ------------------- | ---- | ---- | ---- | ---- | ----------- | ---- | ---- | ---- | ---- | ---- |
| 女子雙打 | 恭差拉·沃拉威七猜恭 | 32強 | 32強 | －   | －   | 48強 (退賽) | 16強 | 16強 | －   | 16強 | 16強 |

## 外部連結
- 当甲农·阿伦革颂在国际奥林匹克委员会的资料